# Dead Cells
Dead Cells ist ein Roguelike-Metroidvania-Spiel aus dem Jahr 2018, das von Motion Twin entwickelt und veröffentlicht wurde. Im Spiel schlüpft der Spieler in die Rolle einer amorphen Kreatur namens «Prisoner». Zu den Inspirationen für das Spiel gehörten Team Fortress 2, The Binding of Isaac und die Dark-Souls-Serie.
Nach der Veröffentlichung unterstützte Motion Twin das Spiel mit mehreren Updates und Erweiterungen. Das Spiel erhielt positive Kritiken von Kritikern, die den Kampfstil und das Leveldesign lobten, wobei insbesondere die randomisierten Level und Waffen gelobt wurden. Bis März 2021 hatte sich das Spiel 5 Millionen Mal verkauft.

## Handlung
Der Gefangene erwacht in den Tiefen des Inselgefängnisses und leidet unter Amnesie. Ein Soldat begegnet dem Gefangenen und erwähnt, dass er nicht mehr sterben kann. Zwischen weiteren Fluchtversuchen erfährt der Gefangene, dass die Insel einst ein mächtiges Königreich war, das unterging, als eine Seuche namens «The Malaise» die meisten Bürger des Königreichs in mutierte Monster verwandelte.
Nachdem er sich durch die mit Malaise verseuchten Orte der Insel gekämpft hat, erreicht der Gefangene den Thronsaal des Königs und es gelingt ihm, den komatösen Monarchen zu erschlagen. Allerdings explodiert der Leichnam des Königs dabei heftig und zerstört den Wirtskörper des Gefangenen.

## Spielprinzip
Der Spieler steuert den Prisoner, eine amorphe Kreatur, die von menschlichen Leichen Besitz ergreifen kann. Wenn der Spieler stirbt, verliert er alle Waffen und Upgrades, die er in einem Durchgang erhalten hat, mit Ausnahme einiger weniger permanenter Gegenstände. Zu den Waffen gehören vor allem Schwerter, Bögen, Schilde und platzierbare Fallen, die Feinden, die in ihre Nähe kommen, schaden. Im Kampf kann der Gefangene über den Boden ausweichen, um den Angriffen der Feinde auszuweichen, oder über die Angriffe springen.
Der Kampf im Spiel ist vergleichbar mit der Dark-Souls-Reihe, in der schwierige Gegner bestimmte Verhaltensweisen besitzen, die der Spieler erlernen kann, und in der der häufige Tod der Spielerfigur ein grundlegender Bestandteil des Spiels ist. Während der Erkundung einer Reihe von Dungeon-Levels und dem Kampf gegen die darin befindlichen Kreaturen kann der Spieler von besiegten Gegnern eine Ingame-Währung namens Cells sammeln. Tränke, die die Trefferpunkte wiederherstellen, oder zusätzliche Waffen, die man während eines Durchgangs zufällig erhält. Zwischen den Dungeons kann der Spieler eine begrenzte Anzahl von Mutationen erhalten, Vorteile, die dem Gefangenen einzigartige Boni auf seine Fähigkeiten gewähren, die bis zu seinem Tod anhalten.
Der Spieler kann während dieser Zeit Waffen umschmieden, die den umgeschmiedeten Waffen neue Effekte im Kampf verleihen. In den Dungeons kann der Spieler versteckte Macht-Schriftrollen finden, die die Trefferpunkte des Gefangenen erhöhen und den Schaden der Waffen steigern, je nachdem, ob das Werkzeug als Brutalität, Taktik oder Überleben klassifiziert ist. Der Spieler kann auch mehrere permanente Upgrades finden, die Runen genannt werden und neue Methoden der Fortbewegung in den Levels des Spiels ermöglichen.

## Entwicklung
Der Entwickler von Dead Cells, Motion Twin, hatte seit 2001 Spiele für den Browser und den mobilen Markt entwickelt. Das Studio stellte fest, dass die Konkurrenz auf dem mobilen Markt mehr Investitionen erforderte, um rentable Spiele zu entwickeln, und beschloss, den Schwerpunkt zu verlagern, um etwas zu entwickeln, das sie als ihr "leidenschaftliches Projekt" betrachteten, ein Spiel, das "etwas Hardcore-, Ultra-Nischen-, Pixelkunst- und lächerliche Schwierigkeitsgrade" hatte und von dem sie dachten, dass es ein potenzielles Risiko für das Interesse der Spieler sein würde.

## Rezeption
Dead Cells erhielt positive Kritiken von Kritikern. Die Action und die Kämpfe von Dead Cells wurden als „ausgeprägt“, „flüssig“ und „agil“ gelobt, Kritiker verglichen das Spiel aufgrund seines Schwierigkeitsgrades und der ständig wechselnden Levels mit der Dark-Souls-, Diablo- und Castlevania-Reihe und lobten besonders die Grafik und das Sounddesign.
Bei Metacritic hat das PC-Spiel eine Bewertung von 89/100.

### Auszeichnungen
- Bestes Indie Game Golden Joystick Award[4]
- Best Action Game The Game Awards 2018[5]
- Best Indie New York Game Awards[6]
- Best Mobile Game Pegases Awards[7]
- Best Game as a Service Pegases Awards[7]